# Ruthenien

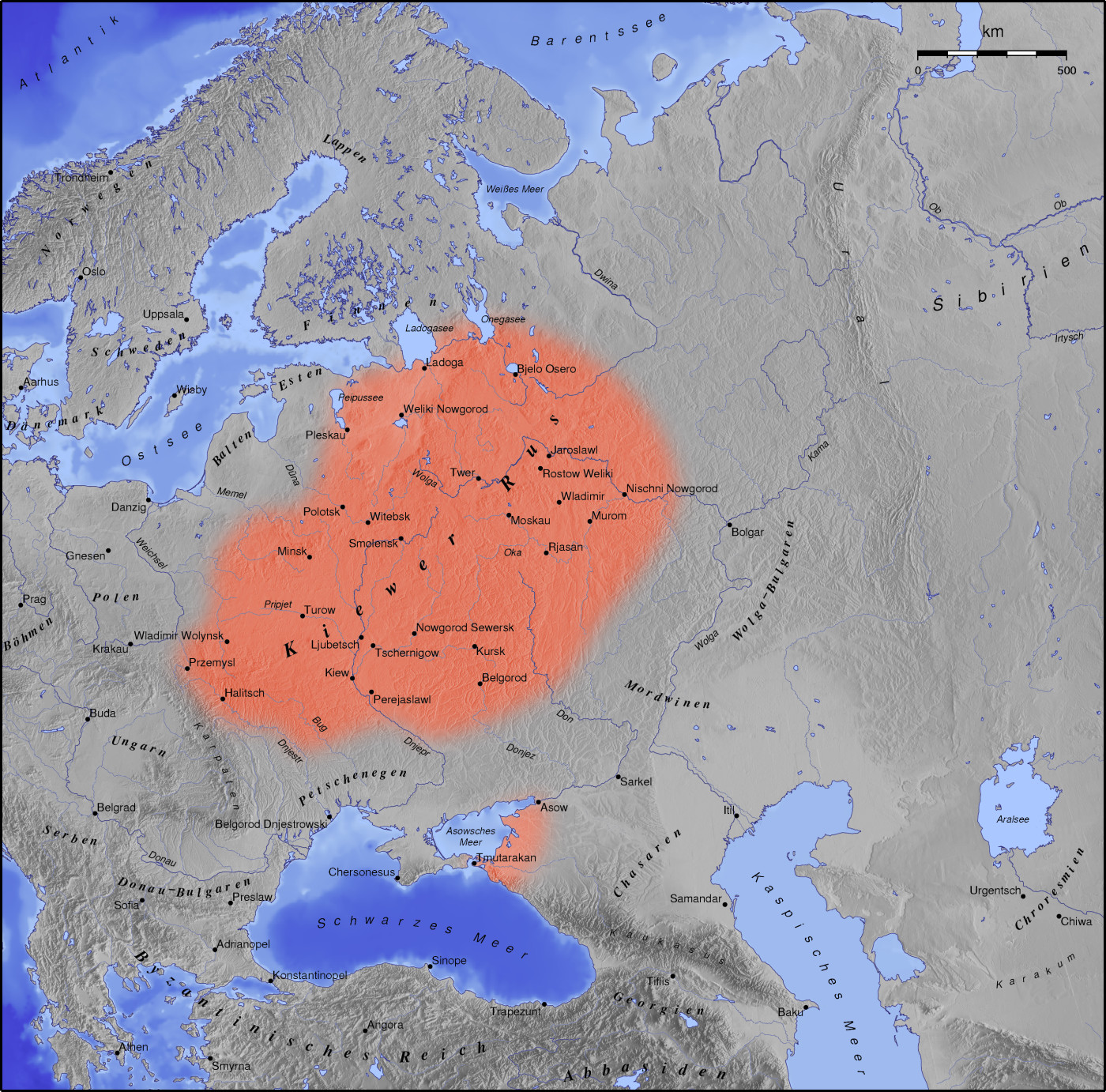
Gebiet der Kiewer Rus im 11. Jahrhundert

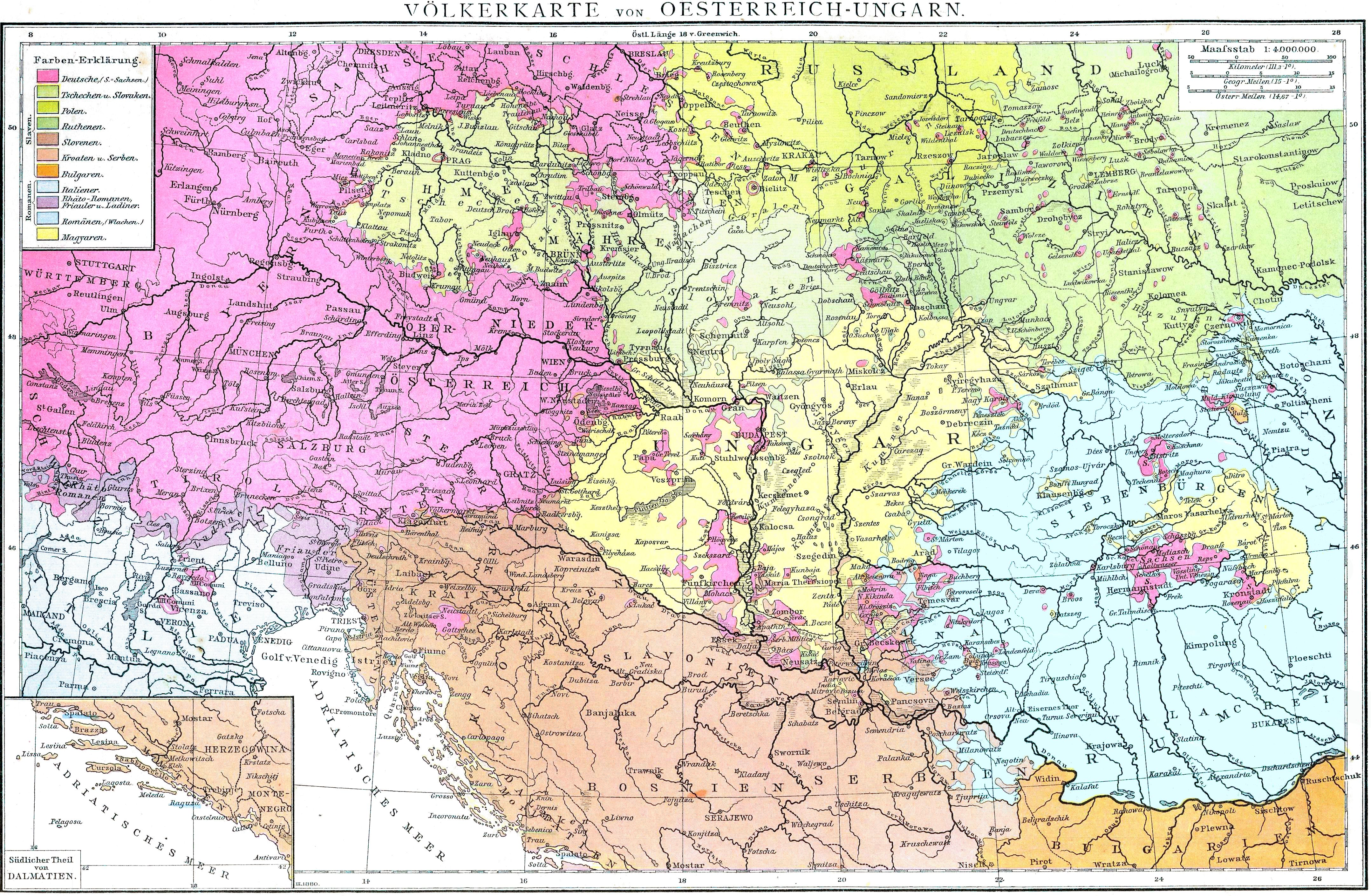
Ruthenen (dunkelgrün, oben rechts) als Volksgruppe von Österreich-Ungarn (1880)

Ruthenien (abgeleitet von Ruthenia, das neben Russia, Ruscia, Ruzzia oder gar Roxolania eine lateinische Bezeichnung für die Rus war) ist im deutschen Sprachgebrauch ein historischer Landschaftsname. Im Laufe der Geschichte wurden damit verschiedene von den Ostslawen besiedelte Gebiete bezeichnet, meistens im Bereich der heutigen Staaten Ukraine und Belarus. Dabei wurde häufig das heutige Russland meistens Moskowien genannt.
Die Bewohner der jeweiligen Gebiete hießen im Deutschen Ruthenen (selten: Ruthenier), das Eigenschaftswort lautet ruthenisch. Gleichbedeutend mit Ruthenien ist der Name Reußen (entsprechend [die] Reußen und reußisch); diese Form findet sich in älterer Literatur häufiger. Ein weiteres historisches deutsches Synonym für Ruthenien ist Russland in seiner früheren unpolitischen Bedeutung.
Das Wort Ruthene leitet sich vom lateinischen ruthenus ab, das wiederum ab dem 11. Jahrhundert als die lateinische Entsprechung des Ethnonyms Rusin bzw. Rusyn belegt ist. In der jüngeren Geschichte wurde der Ausdruck „Ruthenen“ häufig für die Ostslawen im Herrschaftsgebiet von Großfürstentum Litauen und Königreich Polen verwendet. Zwar verwendeten Zeitgenossen wie etwa Siegmund von Herberstein das lateinische Wort Rutheni aus sprachlichen, kulturellen und historischen Gründen auch in Bezug auf die (Groß-)Russen. Im Folgenden setzte sich jedoch in Westeuropa die politisch motivierte polnisch-litauische Tradition durch, nach der das Wort Ruthenen nur für die eigenen Untertanen galt, während für die Großrussen der Name „Moskowiter“ reserviert war. Ähnlich verhielt es sich in der K.u.K.-Monarchie, wo die Behörden im 19. Jahrhundert teilweise versuchten, mit dem eingedeutschten lateinischen Namen die eigene ostslawische Bevölkerung von den Russen abzugrenzen, während man gleichzeitig die russophile Bewegung in Galizien bekämpfte.
Wegen seiner mangelnden Eindeutigkeit führte die Verwendung des Namens Ruthenien immer wieder zu Missverständnissen, ein Grund dafür, dass er im 20. Jahrhundert, außer in historischen Abhandlungen mit eindeutigem Kontext, ungebräuchlich wurde. Allerdings findet man Ruthenien als (inoffizielle) Bezeichnung für die Karpatoukraine neuerdings wieder häufiger.

## Übersicht
Der Name Ruthenien (oder Reußen) ist Bestandteil alter Landschaftsnamen:
- Weißruthenien (Weißreußen, auch Weißrussland, umfasste nur einen Teil des Gebiets des heutigen Staates Belarus, der aber im 20. Jahrhundert ebenfalls als Weißruthenien bezeichnet wurde[2][3])
- Schwarzruthenien (Schwarzreußen, auch Schwarzrussland)
- Rotruthenien (Rotreußen oder Rotrussland, auch Galizien)

Die Herrscher des Großfürstentums Litauen trugen zeitweilig den Herrschertitel eines rex ruthenorum („König der Ruthenen“), wobei „Ruthenen“ hier noch alle Ostslawen bezeichnet und keine Differenzierung zwischen Ukrainern, Belarussen und (Groß-)Russen erkennbar ist.
Für die Zeit des Polnisch-Litauischen Reiches gab es bereits zwei verschiedene Begriffe von Ruthenien beziehungsweise Ruthenen:
- Im engeren Sinne: die Woiwodschaft Ruthenien, eine Verwaltungseinheit um die Stadt Lemberg
- Im weiteren Sinne verstand man unter Ruthenen die gesamte ostslawische Bevölkerung des Reiches (mit meist orthodoxem Glauben). Davon abgeleitet die Begriffe:
  - Ruthenische Länder (häufiger: Reußische Länder): die Siedlungsgebiete der Ruthenen
  - Ruthenische Sprache: die dort gesprochene gemeinsame Vorform des Ukrainischen und Belarussischen
  - Ruthenische Metropolie: das griechisch-orthodoxe Erzbistum, in dem die betreffenden Gebiete kirchlich organisiert waren

In der Habsburger- und insbesondere der Österreichisch-Ungarischen Monarchie bezeichnete man 1772–1918 die ostslawischen (ukrainischsprachigen) Reichsangehörigen amtlich als Ruthenen. Davon abgeleitet:
- die Sprachbezeichnung ruthenisch für ukrainisch
- gelegentlich die Bezeichnung Ruthenen auch für die ukrainischsprachige Bevölkerung im Russischen Reich

Ruthenien, auch als Karpatenukraine bezeichnet, kam 1920 durch den Vertrag von Trianon an die Tschechoslowakei, in der es den Status eines autonomen Bundeslandes erhielt. Die Begriffe Ruthenen und (Karpato-)Ruthenien blieben für dieses Gebiet teilweise in Gebrauch, während sie sonst schwanden.
- Im Lateinischen wird zudem Russland sowohl als Russia wie auch als Ruthenia bezeichnet, während gleichzeitig das heute ukrainische Galizien-Wolhynien in mittelalterlichen Quellen als Russia geführt wird, so bei der Krönung des Fürsten Danylo von Galizien-Wolhynien zum Rex Russiae im Jahre 1253.[4]

## Trivia
- Das chemische Element Ruthenium ist zu Ehren Russlands benannt, da sowohl sein Erstentdecker und Namensgeber Gottfried Osann als auch der nach heutigen Maßstäben als Entdecker geltende Karl Ernst Claus als Professor an einer russischen Universität wirkte; zudem stammten die Ausgangserze aus Lagerstätten im Ural. Osann, Professor in Dorpat (Tartu, heute Estland), dessen Ergebnisse allerdings nicht verifiziert werden konnten, hatte das Element vermutlich nur in unreiner Form gewonnen, so dass Karl Ernst Claus von der Universität in Kasan die Entdeckung  des Elementes zugeschrieben wird.